# Psychoda remata
Psychoda remata är en tvåvingeart som beskrevs av Quate 1967. Psychoda remata ingår i släktet Psychoda och familjen fjärilsmyggor. Inga underarter finns listade i Catalogue of Life.